# Club Lleida Esportiu
Club Lleida Esportiu is een Spaanse voetbalclub uit Lleida (Catalonië). Deze ploeg kan gezien worden als de opvolger van de in 2011 failliet gegane ploeg UE Lleida. Sinds 2021-2022 speelt de ploeg in de Segunda División RFEF, oftewel het nieuwe vierde niveau van het Spaanse voetbal.
Zijn hoogtepunt kende de ploeg vanaf het seizoen 2011-2012 tot en moet seizoen 2020-2021 toen de ploeg in de Segunda División B speelde, oftewel het toenmalige derde niveau van het Spaanse voetbal. Sinds 2021-2022 speelt de ploeg in de Segunda División RFEF, oftewel het nieuwe vierde niveau van het Spaanse voetbal.

## Eindklasseringen
- 2012 7e
Segunda División B
- 2013 4e
Segunda División B
- 2014 3e
Segunda División B
- 2015 5e
Segunda División B
- 2016 4e
Segunda División B
- 2017 8e
Segunda División B
- 2018 7e
Segunda División B
- 2019 6e
Segunda División B
- 2020 5e
Segunda División B
- 2021 7e
Segunda División B
- 2022 5e
Segunda Federación
- 2023 9e
Segunda Federación
- 2024 5e
Segunda Federación
- 2025 13e
Segunda Federación

- Segunda División B
- Segunda Federación